# Municipio de Allen (Dakota del Sur)
El municipio de Allen (en inglés: Allen Township) es un municipio ubicado en el condado de Beadle en el estado estadounidense de Dakota del Sur. En el año 2010 tenía una población de 83 habitantes y una densidad poblacional de 0,87 personas por km².

## Geografía
El municipio de Allen se encuentra ubicado en las coordenadas 44°30′28″N 98°30′43″O / 44.50778, -98.51194. Según la Oficina del Censo de los Estados Unidos, el municipio tiene una superficie total de 95.15 km², de la cual 95,13 km² corresponden a tierra firme y (0,02 %) 0,02 km² es agua.

## Demografía
Según el censo de 2010, había 83 personas residiendo en el municipio de Allen. La densidad de población era de 0,87 hab./km². De los 83 habitantes, el municipio de Allen estaba compuesto por el 100 % blancos. Del total de la población el 0 % eran hispanos o latinos de cualquier raza.